# Alojzije Jembrih
Alojz(ije) Jembrih hrvaški kroatolog, literarni zgodovinar, leksikograf, jezikoslovec, slavist in filolog. * Varaždin, 11. junij 1947.
Osnovno šolo je obiskoval v Gregurovcu in Mihovljanu. Klasično gimnazijo je končal v Zagrebu. V letih 1970 do 1977 je na Univerzi na Dunaju študiral slavistiko, umetnostno zgodovino in filozofijo. Leta 1977 je doktoriral iz slovenske filologije z disertacijo o kajkavskem piscu Antunu Vramcu.
Od 1978 do 1980 je bil asistent Inštituta za staroslovanski jezik v Zagrebu. Od 1980 do 1983 je deloval v Zavodu za hrvaški jezik. Od leta 1983 do 1996 je bil docent za srbohrvaški jezik na Filozofski fakulteti v Ljubljani, od leta 1988 pa je tudi izredni profesor hrvaške književnosti na zagrebški Filozofski fakulteti. Leta 1997 je postal predavatelj hrvaščine v Visoki učiteljski šoli v Čakovcu.
Alojzije Jembrih se ukvarja z raziskovanjem zgodovine kajkavske književnosti. Tudi raziskuje življenje in delo hrvaških protestantskih duhovnikov (npr. Stipan Konzul), ki so delovali v Urachu (Nemčija). Leta 1991 je napisal knjigo o stikih slovenske in hrvaške književnosti z naslovom Hrvatsko-slovenske književnojezične veze. Njegova bibliografija obsega 126 zapisov.

## Izbrana bibliografija
- Krog slovenskega jezika bi bil dovolj velik, tudi če bi bil manjši" (COBISS)
- Hrvatski filološki aspekti, Osijek, 1990
- Hrvatsko-slovenske književnojezične veze, Čakovec, 1991
- Na izvorima hrvatske kajkavske književne riječi, Čakovec, 1997